# 第81師団 (日本軍)
第81師団（だいはちじゅういちしだん）は、大日本帝国陸軍の師団の一つ。

## 沿革
第81師団は、1944年（昭和19年）4月4日に、留守第51師団を基幹に宇都宮で編成された。同年7月21日に新設された第36軍戦闘序列に編入され、機動打撃師団として本土決戦に備えていたが、本格的に出撃することなく終戦を迎えた。なお、自活のため営農活動もしており、秘匿号が納（のう）であったことから、農部隊と称された。

## 師団概要

### 歴代師団長
- 古閑健 中将：1944年（昭和19年）4月6日 - 終戦

### 参謀長
- 寺尾務 大佐：1944年（昭和19年）7月8日 - 1944年11月22日[1]
- 斎藤二郎 大佐：1944年（昭和19年）11月22日 - 1945年7月13日[2]
- 池田慶蔵 中佐：1945年（昭和20年）7月13日 - 終戦[3]

### 最終所属部隊
- 歩兵第171連隊（宇都宮）：今村重孝大佐
- 歩兵第172連隊（水戸）：桑利彦中佐
- 歩兵第173連隊（高崎）： 江口小一郎大佐
- 野砲兵第81連隊：前田知玄大佐
- 工兵第81連隊：吉田利行大佐
- 輜重兵第81連隊：宮崎三郎大佐
- 第81師団速射砲隊
- 第81師団通信隊
- 第81師団兵器勤務隊
- 第81師団衛生隊
- 第81師団第1野戦病院
- 第81師団第4野戦病院
- 第81師団制毒隊
- 第81師団病馬廠